# Włodzimierz Demetrykiewicz
Włodzimierz Józef Demetrykiewicz (ur. 9 września 1859 w Złoczowie, zm. 13 kwietnia 1937 w Krakowie) – archeolog polski, profesor Uniwersytetu Jagiellońskiego. W latach 1894–1937 dyrektor Muzeum Archeologicznego w Krakowie.

## Życiorys
Był synem Józefa (1828–1881), lekarza, i Antoniny z Kuszpecińskich (1832–1899). Miał braci Mieczysława Antoniego (1865–1941), Stanisława Franciszka (1867–1868). Uczęszczał do szkół powszechnych i średniej w Rzeszowie i gimnazjum w Tarnowie. W latach 1878–1884 studiował prawo, a 1884–1887 historię sztuki na UJ. W 1884 obronił doktorat praw na UJ po przedstawieniu pracy Konserwatorstwo dla zabytków archeologicznych. Rzecz ze stanowiska dziejów kultury i nauki porównawczej prawa. Uzupełniał studia z historii sztuki na uniwersytecie w Wiedniu (1890–1891), następnie podjął pracę konserwatora zabytków starożytnych w Urzędzie Konserwatorskim w Krakowie (1891–1912). W 1902 został docentem w Gabinecie Archeologicznym UJ; od 1907 był profesorem tytularnym i prowadził wykłady z archeologii pradziejowej Polski. W 1919 został profesorem nadzwyczajnym i kierownikiem Katedry Prehistorii, w 1921 profesorem zwyczajnym i dyrektorem Zakładu Prehistorii. Od 1921 kierował Muzeum Archeologicznym PAU (do 1928 kierownik, następnie dyrektor).
W 1903 został członkiem korespondentem, w 1930 członkiem czynnym PAU (wcześniej AU); brał udział w pracach Komisji Archeologicznej AU, Komisji Historii Sztuki AU (sekretarz), Komisji Antropologicznej AU (sekretarz), Komisji Antropologii i Prehistorii PAU (przewodniczący). Był członkiem korespondentem Komisji Centralnej w Wiedniu dla Badania i Konserwacji Zabytków (1887), sekretarzem Grona Konserwatorów Galicji Zachodniej (1890–1895), członkiem korespondentem Poznańskiego Towarzystwa Przyjaciół Nauk (1916), członkiem honorowym Polskiego Towarzystwa Prehistorycznego (1924), członkiem Towarzystwa Antropologicznego w Wiedniu, członkiem Towarzystwa Starożytników w Królewcu, członkiem honorowym Sekcji Archeologicznej Muzeum Królewskiego w Pradze, członkiem honorowym Towarzystwa Opieki nad Polskimi Zabytkami Sztuki i Kultury.
Został pochowany w grobowcu na cmentarzu Rakowickim w Krakowie (kwatera U-płn-zach), w którym spoczywają także jego matka i brat Mieczysław.

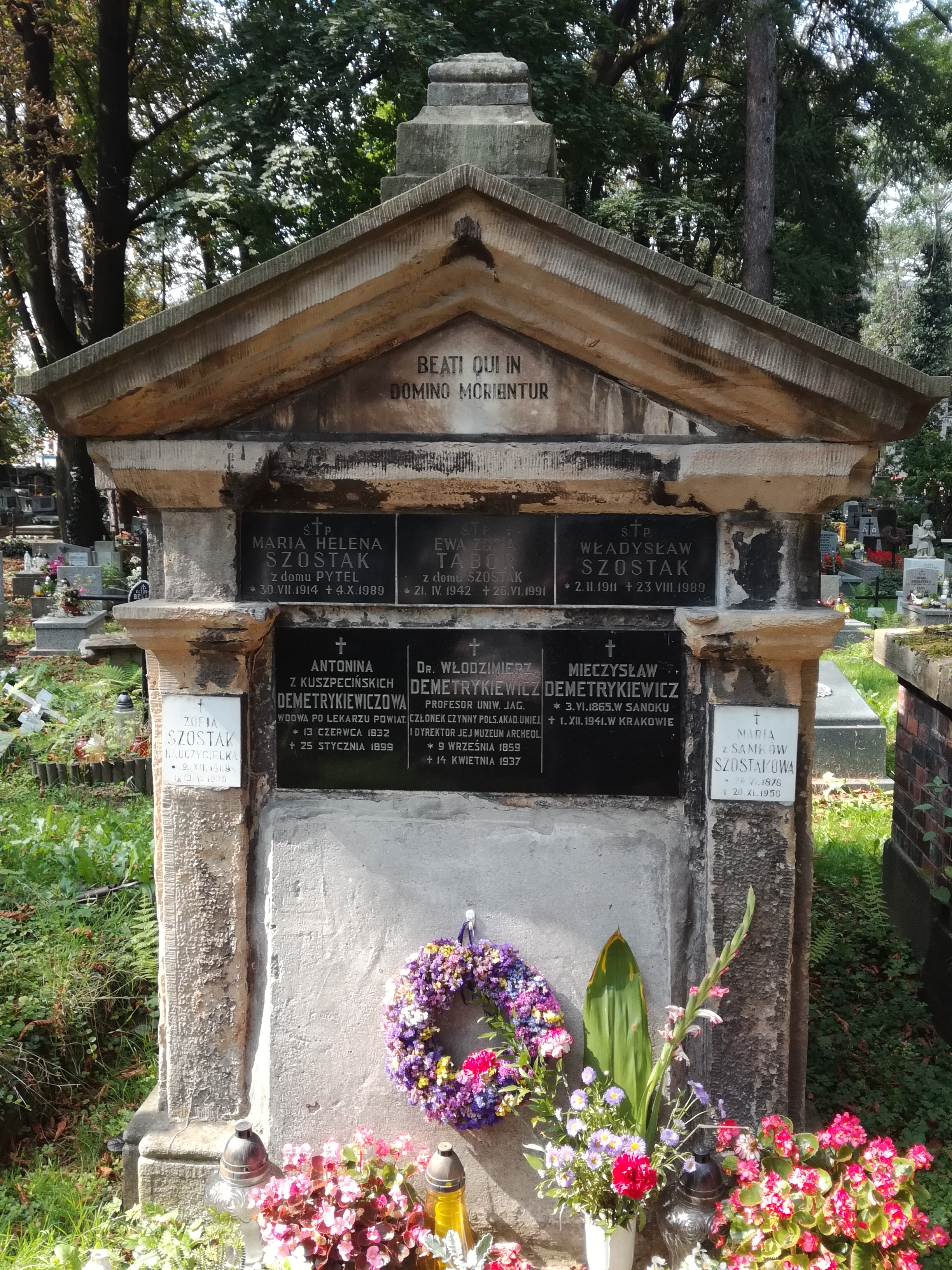
Grobowiec prof. Włodzimierza Demetrykiewicza na cmentarzu Rakowickim

W badaniach naukowych zajmował się archeologią pradziejową Małopolski, ochroną prawną zabytków sztuki, konserwacją zabytków, muzealnictwem i historią architektury Krakowa. Jako pierwszy dokonał gruntownych badań nad okresem lateńskim w Małopolsce; przedstawił próbę syntezy prahistorii Galicji; prowadził badania nad paleolitem polskim oraz tarnobrzeską grupą kultury łużyckiej. Przyczynił się do zachowania gotyckiej budowli kościelnej w Tarnowie; przeprowadził inwentaryzację zabytków prahistorycznych w Polsce, domagał się sprawowania opieki nad zabytkami sztuki wyłącznie przez wyspecjalizowane urzędy konserwatorskie. W latach 1896–1919 redagował „Materiały Antropologiczno-Archeologiczne i Etnograficzne AU w Krakowie”. W gronie jego uczniów byli m.in. Włodzimierz Antoniewicz, Roman Grodecki i Leon Kozłowski.

## Niektóre publikacje
- Opis kościołów, Wawelu, Sukiennic i innych starożytnych gmachów Krakowa (1891)
- Doba przedhistoryczna w Galicji (1894)
- Cmentarzyska i osady przedhistoryczne w okolicach Tarnobrzega i Rozwadowa nad Sanem (1897)
- Kurhany w Przemyskiem i Drohobyckiem (1897)
- Vorgeschichte Galiziens (1898)
- Wykopaliska w Jadownikach Mokrych i Gorzowie oraz inne ślady epoki La Tene w Galicji zachodniej (1898)
- Korony bronzowe przedhistoryczne znalezione na obszarze ziem dawnej Polski (1900)
- Warunki pracy naukowej na polu archeologii przedhistorycznej w Polsce i kwestya ich zasadniczej poprawy (1900)
- Przedhistoryczna ceramika z półksiężycowatymi uchami (1901)
- Groty wykute w skałach Galicji Wschodniej pod względem archeologicznym (1903)
- Figury kamienne tzw. bab w Azji i Europie i stosunek ich do mitologii słowiańskiej (1910)
- Najstarszy paleolit na ziemiach polskich oraz inne wykopaliska odkryte w jaskini Okiennik koło wsi Skarzyce w powiecie będzińskim (1914, z Wiktorem Kuźniarem[6])
- Z rozważań nad potrzebami prehistorii w Polsce (1924)

## Ordery i odznaczenia
- Krzyż Komandorski Orderu Odrodzenia Polski (10 listopada 1928)[7]
- Złoty Krzyż Zasługi (11 listopada 1936)[8]
- Krzyż Kawalerski Orderu Franciszka Józefa (Austro-Węgry, 1901)[9]